# ند الحمر
ند الحمر هو حي يقع في إمارة دبي في الإمارات العربية المتحدة ويبلغ عدد سكانها 2,563 نسمة. وصل عدد السكان إلى (20,543) نسمة في العام 2023 بكثافة سكانية تعادل (2,471) فرد/كم² بحسب بيانات مركز دبي للإحصاء. تمتد ند الحمر بدبي على مساحة قدرها 8.4 كيلومتر مربع، وتقع على حدود الإمارة وهي تعتبر منطقة هادئة بعيدة عن قلب مدينة دبي والمناطق المكتظة، كما تضم منطقة صناعية بالقرب من المنطقة الصناعية جنوب رأس الخور، وتحيط بالمنطقة العديد من الأماكن الترفيهية مثل دبي فيستيفال سيتي، والمدينة العالمية، ومرفأ خور دبي.
يشكل الطريقان E 311 (طريق الإمارات) وE 44 (طريق رأس الخور) المحيطين الشرقي والجنوبي لند الحمر. تقع ند الحمر على مشارف حدود مدينة دبي وتضم مجتمعًا سكنيًا صغيرًا. تقع محطة فرعية تابعة لهيئة كهرباء ومياه دبي (ديوا) في جنوب شرق ند الحمر. ويعود سبب تسمية المنطقة إلى الندود وهي الكثبان الرملية ذات اللون الأحمر. وتوجد في المنطقة العديد من المؤسسات الحكومية ومنها مركز دبي للإحصاء، ومركز خدمة آمر، ومركز ثقة لإنجاز المعاملات الحكومية، ومعهد دبي لتنمية الموارد البشرية، ومركز خدمة توجيه.